# Hopej
Hopej (Hebei) (kínaiul 河北, kiejtéseⓘ, pinjin átírással Hébĕi (, magyaros átírással Hopej)) a Kinai Népköztársaság északi tartománya. Tartományi székhelye és legnagyobb városa Sicsiacsuang (Shijiazhuang).

## Földrajz
A tartomány Kína északkeleti részén található, területe 187 700 km². Szomszédai északon Belső-Mongólia, keleten Liaoning és a Pohaj-tenger (Bohai-tenger), délkeleten Santung (Shandong), délen Honan (Henan), nyugaton Sanhszi (Shanxi) tartományok, valamint körülöleli Peking (Beijing)et és Tiencsin (Tianjin)t.
Középső és déli része a Kínai-alföldön fekszik, nyugati részén a Tajhang (Taihang) hegység, északon a Jensan (Yan Shan) hegység húzódik.
Középső és déli része a Haj (Hai), az északkeleti rész a Luan folyó vízgyűjtő területéhez tartozik.

## Történelem
A tartomány a legendákba vesző régmúlt óta Kína része. Mivel közel van Peking (Beijing)hez, mindenki, aki a birodalmi fővárost kívánta meghódítani, szükségképpen a tartomány vidéki területeit pusztította. Közigazgatása egészen az 1920-as évekig különbözött Kína más területeinek igazgatásától. Nem volt rendes tartományi szervezete, hanem egy pekingi hivatal kormányozta, közvetlenül a császári kormány felügyelete alatt. Határai gyakran és nagymértékben változtak. Az utolsó nagyobb átalakítás a Kínai Népköztársaság kikiáltása után történt. Ekkor határait kiterjesztették a Nagy Falig, hozzácsatolva hagyományosan Belső-Mongóliához és Mandzsúriához tartozó területeket.

## Közigazgatás
Hopej (Hebei) tartomány 11 prefektúrai szintű városra van felosztva:
| Térkép                      | #   | Név                         | Hanzi Pinjin              | Székhely                       | Terület (km²) | Népesség (fő, 2010) |
| --------------------------- | --- | --------------------------- | ------------------------- | ------------------------------ | ------------- | ------------------- |
| Hopej közigazgatási térképe | 1.  | Sicsiacsuang (Shijiazhuang) | 石家庄市 Shíjiāzhuāng Shì | Csangan (Chang'an) körzet      | 15 848        | 9 547 869           |
| Hopej közigazgatási térképe | 2.  | Paoting (Baoding)           | 保定市 Bǎodìng Shì        | Hszinsi (Xinshi) körzet        | 22 185        | 10 029 197          |
| Hopej közigazgatási térképe | 3.  | Cangcsou (Cangzhou)         | 沧州市 Cāngzhōu Shì       | Jünho (Yunhe) körzet           | 14 305        | 7 134 053           |
| Hopej közigazgatási térképe | 4.  | Csengtö (Chengde)           | 承德市 Chéngdé Shì        | Suangcsiao (Shuangqiao) körzet | 39 5123       | 3 473 197           |
| Hopej közigazgatási térképe | 5.  | Hantan (Handan)             | 邯郸市 Hándān Shì         | Cungtaj (Congtai) körzet       | 12 066        | 9 174 679           |
| Hopej közigazgatási térképe | 6.  | Hengsuj (Hengshui)          | 衡水市 Héngshuǐ Shì       | Taocseng (Taocheng) körzet     | 8 8367        | 4 340 773           |
| Hopej közigazgatási térképe | 7.  | Langfang                    | 廊坊市 Lángfáng Shì       | Ance (Anci) körzet             | 6 417         | 4 358 839           |
| Hopej közigazgatási térképe | 8.  | Csinhuangtao (Qinhuangdao)  | 秦皇岛市 Qínhuángdǎo Shì  | Hajkang (Haigang) körzet       | 7 792         | 2 987 605           |
| Hopej közigazgatási térképe | 9.  | Tangsan (Tangshan)          | 唐山市 Tángshān Shì       | Lupej (Lubei) körzet           | 14 335        | 7 577 284           |
| Hopej közigazgatási térképe | 10. | Hszingtaj (Xingtai)         | 邢台市 Xíngtái Shì        | Csiaotung (Qiaodong) körzet    | 12 433        | 7 104 114           |
| Hopej közigazgatási térképe | 11. | Csangcsiakou (Zhangjiakou)  | 张家口市 Zhāngjiākǒu Shì  | Csiaohszi (Qiaoxi) körzet      | 36 862        | 4 345 491           |

## Népesség
| 2010 | 71 854 202 |
| 2020 | 74 610 235 |